# Bobbejaan Schoepen
Modest Hyppoliet Joanna Schoepen (Boom, 16 mei 1925 - Turnhout, 17 mei 2010), in België en Nederland beter bekend onder zijn artiestennaam Bobbejaan Schoepen, was een Vlaamse zanger, gitarist, entertainer, acteur en kunstfluiter. Zijn artiestennaam nam hij aan in 1945 en is afgeleid van het Zuid-Afrikaanse liedje Bobbejaan klim die berg.
Schoepen was een ondernemend en veelzijdig artiest met gevoel voor de markt en gericht op amusement. Hij doste zich vaak uit als een cowboy en bezong volkse thema's, veelal in een aan de country-and-western-traditie ontleende stijl. In de jaren vijftig en zestig was hij bekend in Vlaanderen en genoot hij ook internationaal bekendheid. In de decennia daarna gold hij vooral als oprichter van en entertainer in het naar hem vernoemde pretpark Bobbejaanland.

## Beknopte levensloop
Schoepen groeide op als zoon van een smid in Boom. Op 18 mei 1961 trad hij in het huwelijk met Josephina (Josée) Jongen, een Nederlandse die gestudeerd had voor operazangeres en werkte als fotomodel. Ze kregen samen vijf kinderen.
Schoepen verloor zijn fluitcapaciteiten door een chirurgische ingreep, en onderging in 1986 een zware hartoperatie. In 1999 werd darmkanker vastgesteld, een ziekte die hij in eerste instantie overwon.
Schoepen overleed in 2010 aan een hartstilstand in het Sint-Elisabethziekenhuis in Turnhout. Zijn vrouw overleed op 13 september 2013.

## De jaren veertig
Eind jaren 1930 bracht Schoepen met zijn halfzus Liesje volksvariété in de omliggende dorpen. Hij kreeg in 1943 onderricht van gitarist Frans De Groodt. Zijn eerste auditie vond plaats in 1944, voor de radio in Brussel.

#### Debuut bestraft door Gestapo
Schoepen debuteerde in 1943 tijdens de Tweede Wereldoorlog met een optreden in de Brusselse concertzaal Ancienne Belgique, waar hij het Zuid-Afrikaanse liedje Mamma,'k wil 'n man hê ten gehore bracht. Het liedje werd als anti-Duits opgevat, waarop hij door de Duitse bezetter werd gearresteerd. Kort nadien werd hij opgeëist om in Duitsland te werken. Als alternatief verkoos hij te zingen voor de Vlaamse arbeiders die verplicht in Duitsland tewerkgesteld waren. In oktober 1944 - na de bevrijding - werd hij op verdenking van collaboratie door de Witte Brigade zonder onderzoek of proces, drie maanden opgesloten in de Dossinkazerne in Mechelen. Een Britse kolonel, die bij de familie van Schoepen tijdens de oorlog kon onderduiken, zorgde voor zijn vrijlating.
In 1945 vormde Schoepen met zijn dorpsgenoot Kees Brug het duo 'Two Boys and Two Guitars'. Ze traden op met imitaties, gedichten, Zuid-Afrikaanse liedjes en countrymuziek. In 1947 ontstond een 17 jaar lange, trouwe en intense samenwerking met de Joodse muziekuitgever en manager Jacques Kluger (World Music Company). Deze deed hem het aanbod om in 1947 en 1948 voor de Amerikaanse en Canadese Special Forces op te treden in Frankfurt am Main en Berlijn en tijdens de Processen van Neurenberg. Schoepen nam een voorbeeld aan zanger en acteur Roy Rogers en trok een cowboypak aan. In Berlijn werd zijn optreden bijgewoond door de Amerikaanse generaal Lucius D. Clay. De militair gouverneur van de Amerikaanse zone in Duitsland vroeg hem terug voor twee extra voorstellingen. Het succes van de voorstellingen bracht Kluger op het idee Schoepen over te halen om Nederlandstalige cowboynummers te maken.

#### Nederland en Nederlands-Indië
Schoepen zong aanvankelijk niet in het Nederlands. Op aanraden van zijn manager Jacques Kluger nam hij toch een plaat in het Vlaams op. Het lied De Jodelende Fluiter (1948) werd zijn eerste hit. Dat jaar nam ook zijn bekendheid in Nederland toe. Hij werd soms gevraagd als gast, onder andere bij het radioprogramma De bonte dinsdagavondtrein, gepresenteerd door Frans Muriloff. Die zag in hem de aangewezen man om te werken voor de Nederlandse Welfare, een legerdienst die belast was met de welzijnsverzorging van de Nederlandse troepen in Nederlands-Indië, het huidige Indonesië. In 1949 ging Bobbejaan daar op tournee voor de Nederlandse strijdkrachten en hij gaf er 127 shows binnen drie maanden tijd. Omdat hij ook voor de afgelegen troepen wilde optreden, kreeg hij van de Nederlandse overheid een onderscheiding voor moed en zelfopoffering.
Vijf dagen na zijn thuiskomst begon een tournee in België die 220 dagen duurde.

## De jaren vijftig
Schoepen raakt bevriend met de Rotterdammer Anton Beuving, tekstdichter van onder andere Ketelbinkie. Op een van zijn bezoeken leest hij hem een tekst voor waar Schoepen de muziek bij maakte: "De lichtjes van de Schelde". Jan Stevens (pseudoniem van Jaap Streefkerk) arrangeert het nummer en Decca Records in België en Omega Records in Nederland brengen het uit als B-kant van "Kleine Witte Wolk Aan De Hemel". Het lied zou uitgroeien tot een Vlaamse evergreen.

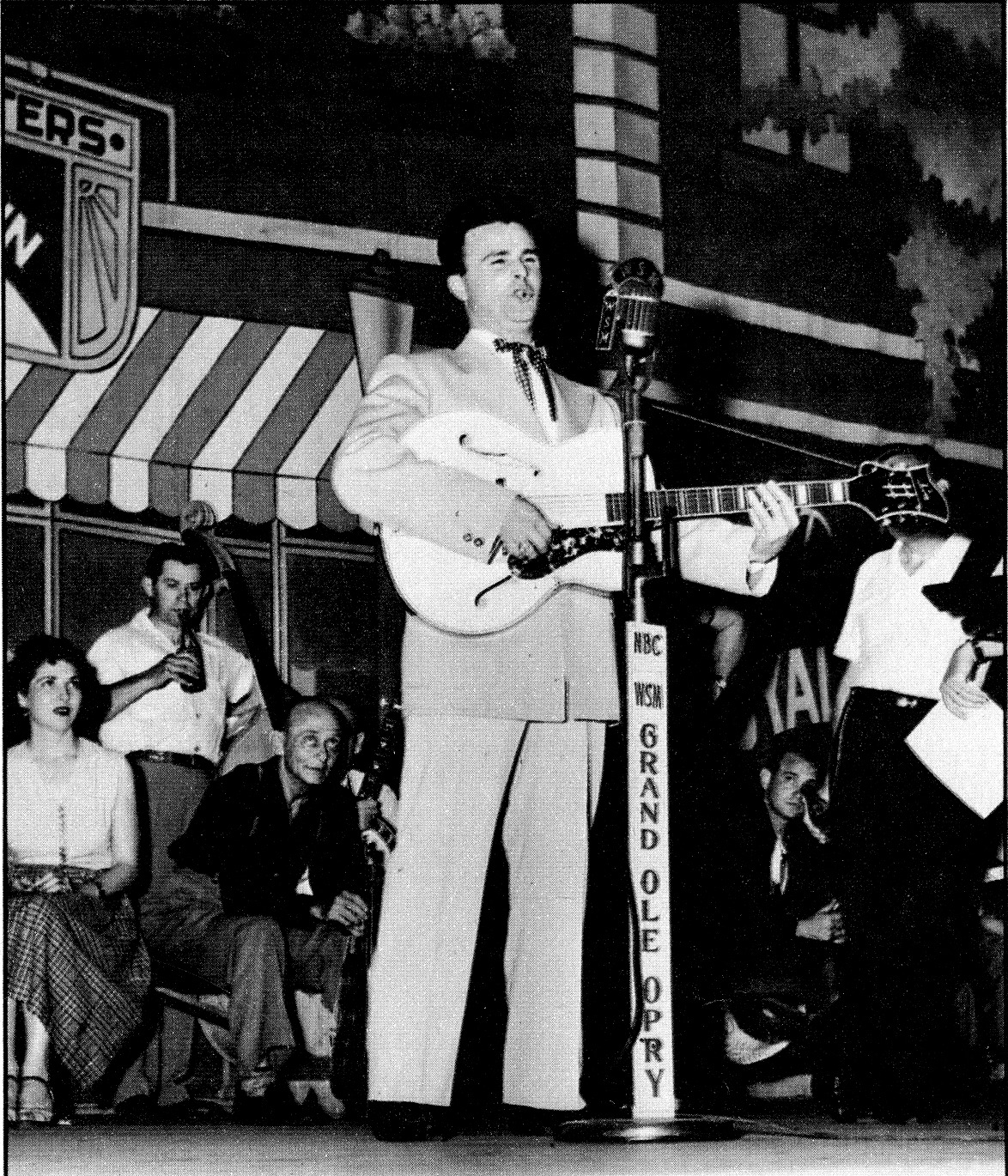
Bobbejaan Schoepen in de Grand Ole Opry in Nashville, 1953

Schoepen trad in de jaren 50 veel in het buitenland op. Hij speelde er samen met onder anderen Josephine Baker, Caterina Valente (eenmalig), Gilbert Bécaud en ook Toots Thielemans, die in 1951 als gitarist in zijn band speelde. Hij heeft opgetreden in de Grand Ole Opry in Nashville, het centrum van de countrymuziek in de VS. In 1953 trad hij er drie keer op, onder andere met Roy Acuff (1903-1992). Er kwam ook een optreden met countryzanger Red Foley (1910-1968) in Springfield in Missouri.
In 1954 volgde er een Europese tournee van drie maanden door Duitsland, IJsland en Denemarken, die afgesloten werd met optredens in de Folies Bergère in Brussel. In Denemarken en IJsland was Syd Fox zijn manager. In januari 1955 verzorgde Jacques Brel een week lang Schoepens voorprogramma in de Brusselse Ancienne Belgique. Hij werd in 1955 door de omroep NIR (de toenmalige VRT) verkozen tot beste Vlaamse zanger en ontving daarvoor de Grote Prijs van de Vlaamse Grammofoonplaat.
Hij trad ook drie maanden op in Congo. Maar in 1957 trok hij weer naar New York, waar hij gevraagd werd in de televisieshow van de bekende presentator Ed Sullivan. Hij nam er grammofoonplaten op met Steve Sholes van RCA-records. Sholes bood hem een contract aan. Schoepen besloot zijn Amerikaanse activiteiten niet voort te zetten.
In 1957 vertegenwoordigde hij België op het tweede Eurovisiesongfestival. De keuze viel op Straatdeuntje. Van de tien deelnemers eindigde België op een gedeelde achtste plaats, samen met Zwitserland.
Een jaar later (1958) trad Schoepen op in de 'Royal Variety Show', een jaarlijks evenement voor de Queen Mum van Engeland (Elizabeth Bowes-Lyon). Hij hoorde er het humoristische nummer "A pub with No Beer" van Slim Dusty en besloot een coverversie te maken in zowel het Nederlands, Duits, Frans als Engels. De Vlaamse versie "Café zonder bier" werd in 1959 nummer één in de hitparade. In 1960 werd de Duitstalige versie "Ich steh an der Bar und ich habe kein Geld" een hit in Duitsland en Oostenrijk. De Franstalige versie werd "Café sans export".

#### Het paard van Zorro
In 1958 schafte Schoepen een grote circustent aan om in eigen land efficiënter te kunnen toeren. Dat maakte hem onafhankelijk van zaaleigenaars die een steeds hogere huurprijs vroegen en die niet altijd de geschikte ruimte hadden voor zijn programma. Naar aanleiding van de wereldtentoonstelling van 1958 kwam er een Amerikaans stuntteam naar Brussel. Het team ging failliet en verkocht daarop onder andere het paard 'Midnight', dat dienst had gedaan in de televisieserie Zorro, aan Bobbejaan Schoepen. Schoepen gebruikte het paard een tijdlang voor stuntjes in zijn shows en als trekpleister tijdens de cavalcades, maar het dier trapte op een blootliggende elektriciteitskabel en stierf.

## De jaren zestig en zeventig
In de jaren 60 en 70 bezochten Bobbejaan en zijn vrouw geregeld de Verenigde Staten, waar ze contacten onderhielden met de acteur Roy Rogers en swing country-pionier Tex Williams. Het viertal trad af en toe op in lokale clubs in Los Angeles.
In 1966 richtte hij een eigen platenlabel op, Bobbejaan Records. In 2006 werd dit label heropgericht.

#### Kostuums en limousines
Cult-modeontwerper Nudie Cohn en zijn schoonzoon Manuel Cuevas - die de kostuums van de Beatles vormgaf bij het album Sgt. Pepper's Lonely Hearts Club Band) - ontwierpen de zwarte pakken van Johnny Cash en de soms nogal extravagante kostuums van Elvis Presley, Gram Parsons maar ook de kleding van Bobbejaan Schoepen.
Van Nudie Cohn kocht hij ook twee exemplaren van de Amerikaanse witte Pontiac Bonneville, die Cohn had gedecoreerd met authentieke zilveren dollars, kogels, handgemaakte siergeweren, en een stierhoorn op de neus. Schoepen maakte ze in de jaren 70 tot zijn handelsmerk. In april 2008 werd een van de wagens nog gebruikt voor de clip Le temps des cerises, een duet van Bobbejaan met Geike Arnaert (Hooverphonic).

## Zijn liedjes door anderen gezongen
Buitenlandse artiesten brachten covers uit van de liedjes van Bobbejaan Schoepen. De Duitse versies van Hutje op de heide en Kili watch (oorspronkelijk: The Cousins) werden behoorlijk verkocht en zijn onder andere te zien in de Duitse film Davon träumen alle Mädchen' (1961).
Ik heb eerbied voor jouw grijze haren werd onder andere uitgevoerd door Gert Timmerman, Camillo Felgen, Heino en James Last (Ich hab Ehrfurcht vor Schneeweissen Haaren). In 1961 zong de Duits-Italiaanse Caterina Valente Schaduw van de mijn, vertaald onder de titel Amici miei. In 1965 zong Richard Anthony een Franse en een Spaanse versie van Ik heb me dikwijls afgevraagd. De Amerikaanse countryzanger Tex Williams, grondlegger van de swing country, zou later in de VS de cover Fire and Blisters uitbrengen (1974).

## Film en televisie

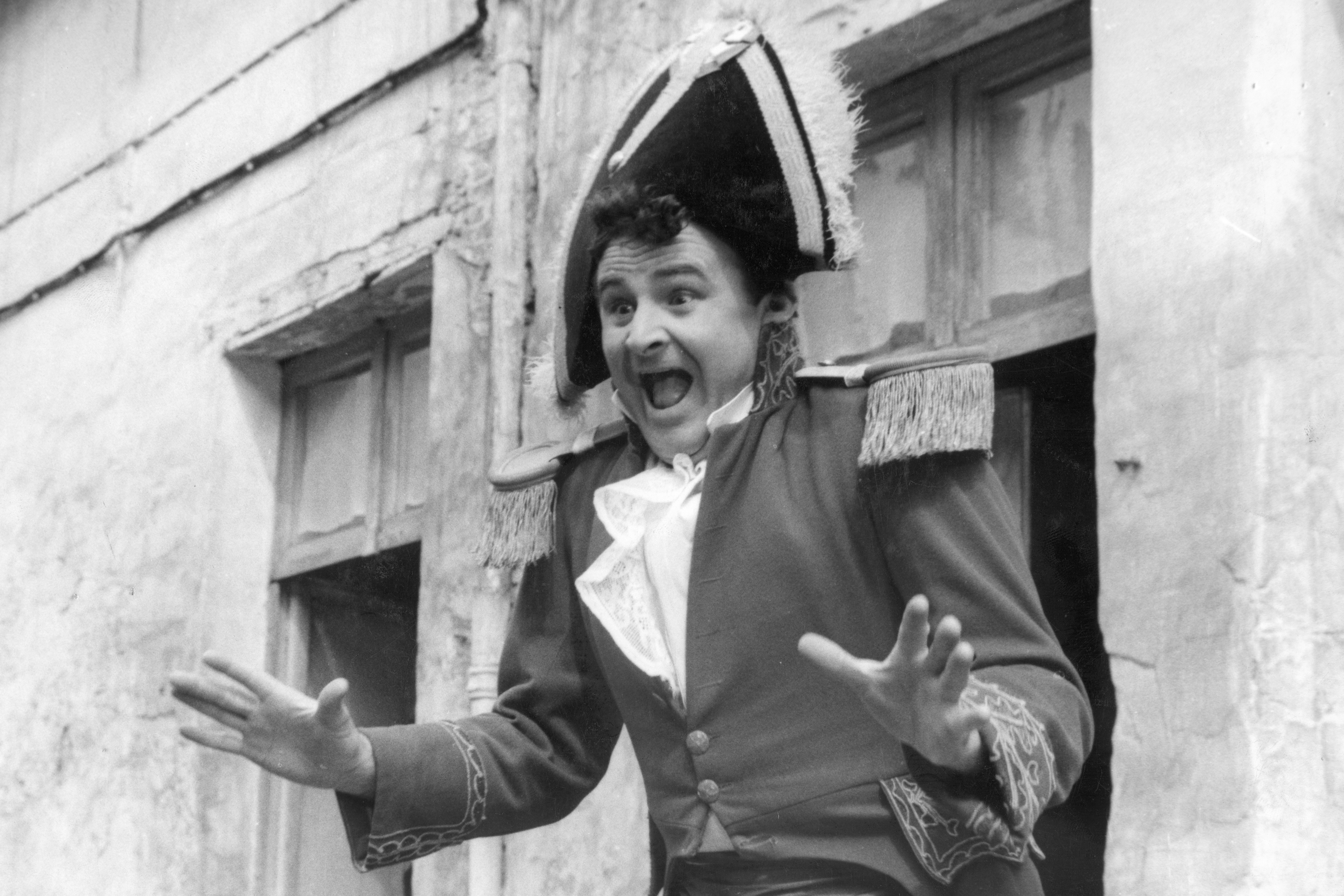
Bobbejaan Schoepen in "At the drop of a Head", 1962

Tussen 1950 en 1967 speelde Schoepen in vijf (muzikale) filmproducties: twee Belgische, twee Duitse en één Duits-Tsjechische. In 1962 had hij de hoofdrol in de absurdistische filmkomedie At the Drop of a Head (ook wel genoemd 'De Ordonnans'/'Café zonder bier'), met onder andere Ann Petersen, Yvonne Lex, Denise De Weerdt, Nand Buyl, en Tony Bell. Op de set werd tegelijk een Nederlandse en Engelse versie gedraaid. Schoepen was niet te spreken over dit filmavontuur. De Belgische rock-band Dead Man Ray toerde in 1999 met de film door België en Nederland.
In 1967 maakte de Duitse televisiezender ZDF een muzikale televisiefilm rond Bobbejaan Schoepen, waarin hij een reeks van zijn hits ten gehore brengt. De film is gedeeltelijk opgenomen in de Barrandov-filmstudio’s in Praag, in de Kempen en in een toen nog attractieloos Bobbejaanland.

## Bobbejaanland

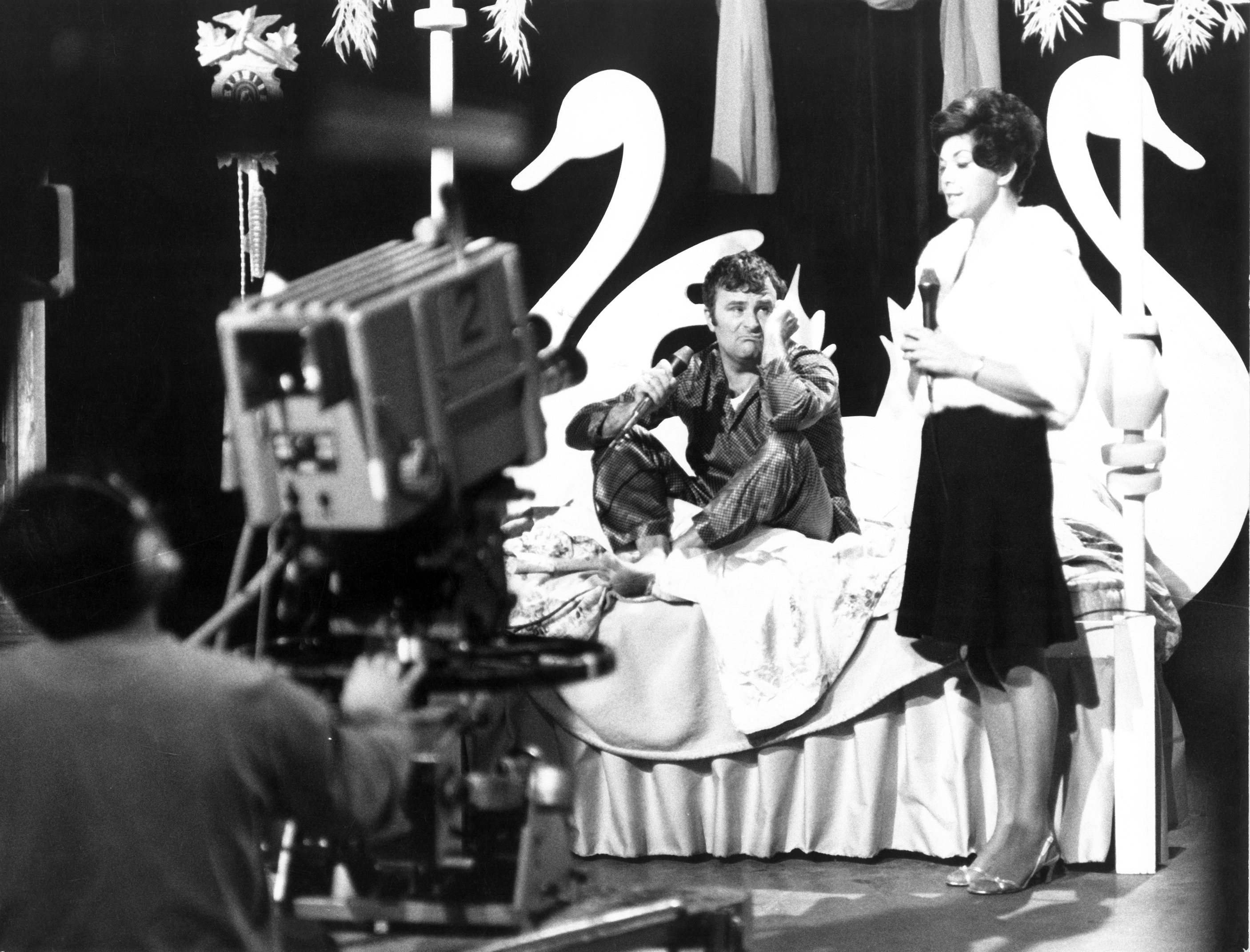
"Uit met Bobbejaan" televisieshow BRT vanuit Bobbejaanland, 1969

Na bijna vijftien jaar aanhoudend toeren wilde Schoepen graag een vaste stek. In 1959 kocht hij in Lichtaart-Kasterlee het Abroek, een moerassig domein van 30 hectare. Dat werd de plek voor Bobbejaanland en hij bouwde er een theaterzaal met 1200 plaatsen en legde er 2,2 kilometer strand aan. De naam Bobbejaanland werd bedacht door zijn manager Jacques Kluger.
Op 31 december 1961 werd Bobbejaanland officieel geopend en de jaren 60 stonden vervolgens in het teken van de opbouw van het park. Dit deed Schoepen samen met zijn vrouw Josée en haar zus Louise.

#### Artiesten in Bobbejaanland
Schoepen gaf er tijdens het hoogseizoen dagelijks twee tot vijf optredens. Zijn vrouw zong ook in zijn shows. Daarnaast traden er andere artiesten op uit de variété-wereld, soms samen met Schoepen. De bekendste uit België zijn Louis Neefs, Rocco Granata, Staf Wesenbeek (vader van Lynn), Leo Martin, Will Ferdy, Jan Theys, Will Tura, Staf Permentier en Liliane Saint-Pierre, die hierdoor het besluit nam tot een muzikale comeback.
Uit het buitenland trad hier onder meer op Jimmy Ross (alias Mel Turner, die in 1981 in Engeland een nummer 1-hit scoorde met First True Love Affair). Ross kwam oorspronkelijk uit Trinidad en woonde lange tijd in het park. Hij nam rond 1970 met Schoepen een aantal platen op onder zijn label Bobbejaan Records. Uit Duitsland traden op de actrice en zangeres Ilse Werner, Rex Gildo en Michael Holm. De bekendste orkesten waren die van Bobby Setter, Lou Roman en Claude Rabitsky. De Nederlandse showmaster Rudi Carrell werd voor enkele jaren Schoepens buur.

#### Van muziek naar attractiepark
Vanaf 1975 evolueerde Bobbejaanland naar een attractiepark, waardoor de muzikale carrière van Schoepen langzaam op de achtergrond kwam. Rond het midden van de jaren 80 werden de shows gaandeweg routineus afgestemd op een steeds internationaler publiek. Het attractiepark ging op die manier domineren over de variété, en de zakenman over de artiest.

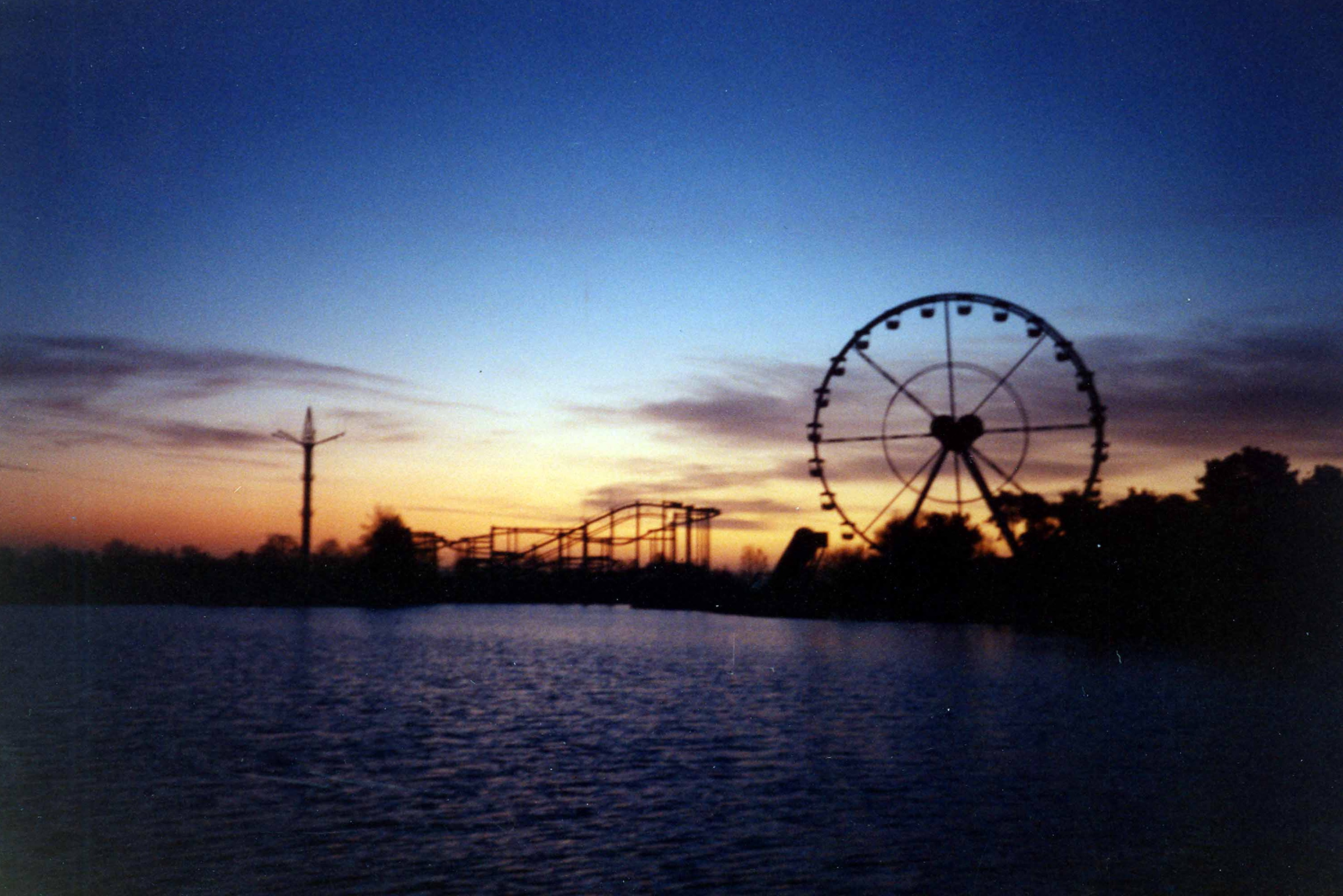
Bobbejaanland, 1988

De beslissing om het park te verkopen viel in april 2004. Bobbejaanland gaf op dat moment aan 400 mensen werk en werd overgenomen door Parques Reunidos, een Spaans-Amerikaanse pretparkengroep. Met de verkoop verdween in België het laatste familiebedrijf in de sector van de pretparken. Bobbejaan Schoepen en zijn vrouw bleven wel op het domein wonen.

## Stripalbum en biografie
Het succesverhaal van Bobbejaan Schoepen werd in de stijl van Suske en Wiske in beeld gebracht in een stripalbum genaamd 'De Bobbejaanstory', getekend door Jeff Broeckx. Het verscheen in 1977 en kwam tot stand met de medewerking van Bobbejaan en zijn vrouw Josée Schoepen, Kees Brug - zijn compaan uit de jaren 40 - en Ronny Van Riet en Jacques Bakker.
In 1980 verscheen een biografie over Bobbejaan Schoepen door Johan Roggen: Bobbejaan: de Vlaamse troubadour die de wereld veroverde.

## Laatste jaren
Schoepen herstelde aanvankelijk van de darmkanker die bij hem in 1999 was ontdekt en ging weer musiceren. In 2005 gaf hij een viertal korte optredens op het literaire festival Saint-Amour, waar hij onder andere De lichtjes van de Schelde (1952) speelde.
Bobbejaan Schoepen kreeg op 13 februari 2007 in de Brusselse Ancienne Belgique een Lifetime Achievement Award voor zijn carrière als zanger-muzikant en voor zijn pionierschap in de Belgische muziekgeschiedenis.
Op 19 mei 2008 werd het muziekalbum Bobbejaan in België uitgebracht (PIAS), met als gastvocalisten Geike Arnaert (van Hooverphonic), Axelle Red, Nathalie Delcroix (Laïs) en Daan Stuyven, die tevens de hoes ontwierp. In de media ging veel aandacht naar Le temps des cerises, het duet met Geike Arnaert, en naar het slotlied Verankerd, waarin de artiest zijn strijd tegen kanker en het ouder worden bezingt.
In juli 2008 werd Schoepen door de Amerikaanse International Whistlers Convention als eerste Europeaan opgenomen in de 'Whistlers Hall of Fame', een internationale eregalerij voor kunstfluiters.
Op 2 oktober 2009 werd Schoepen de eerste ereburger van zijn geboortestad Boom. En op instigatie van Koning Albert II ontving hij op 6 juli 2009 het ereteken van Officier in de Kroonorde.
Eind december 2009 verscheen The World of Bobbejaan - Songbook, een drievoudige cd met 76 songs die tussen 1948 en 2008 zijn opgenomen.

### Postuum
Een jaar na het overlijden van Bobbejaan in 2010 verscheen het boek Bobbejaan Schoepen van Tom Schoepen, de jongste zoon van Bobbejaan. Het boek is een "ultiem eerbetoon" aan zijn vader, dat door Bobbejaanbewonderaar Michiel Leen gekarakteriseerd werd als een "werk van liefde", een fraai uitgegeven "koffietafelboek" en "een heiligenprentje".
In 2016 verscheen de documentaire Bobbejaan waarin zoon Tom Schoepen het laatste levensjaar van zijn vader in 2010 heeft gefilmd, tot de laatste dag. Ook de laatste woorden die Bobbejaan tegen Tom heeft gezegd, lovende woorden over zijn vrouw, zijn hierop vastgelegd.

## Prijzen, onderscheidingen en nominaties
- 1949: Oorkonde voor moed en zelfopoffering voor de muzikale ondersteuning van Nederlandse frontstrijders in Indonesië, uitgereikt door Generaal Baay, opperbevelhebber van de Nederlandse troepen in Oost-Java, 1949
- 1955: Bobbejaan Schoepen, verkozen tot beste Vlaamse zanger, ontvangt de "Grote Prijs van de Vlaamse Grammofoonplaat" (NIR i.s.m. Studio Gent, 15 maart 1955)
- 1965: "Education Artistique, diplôme de Croix d'Honneur de Chevalier. Op 30 juni 1965 uitgereikt door "Académie Nationale Artistique Littéraire et Scientifque, Paris" (no 5177)", voor het lied "Je me suis souvent demandé".
- 1978: Platina plaat voor 30 jaar Vlaamse hits, Telstar 1978
- (algemeen) 25 gouden platen
- 1968: Ridder in de Kroonorde (België), 9 april 1986, uitgereikt door het Ministerie van de Vlaamse Gemeenschap
- 1992: Bobbejaan en Josée Schoepen ontvangen van IAAPA in Dallas (VS) de "Brass Ring Award": 1e prijs voor beste publiciteitsbrochure.
- 1993: Medaille van SABAM - Belgische Artistieke Promotie, 19 januari 1993
- 1995: Medaille van SABAM - Belgische Artistieke Promotie, 26 september 1995
- 1995: Oorkonde België, Orde van Leopold II: Officier in de Orde van Leopold II, 26 september 1995, uitgereikt door het Ministerie van de Vlaamse Gemeenschap
- 2000: Ereplaats in de Radio 2 Eregalerij, 2000
- 2000: Ik heb eerbied voor jouw grijze haren (nominatie door Radio 2 Eregalerij, 2000)
- 2005: De lichtjes van de Schelde (nominatie door Radio 2 Eregalerij november 2005)
- 2006: De lichtjes van de Schelde (winnend lied in de Eregalerij, november 2006)
- 2007: "Lifetime Achievement Award", ZAMU Award 2006 (13 februari 2007)
- 2008: "Whistlers Hall of Fame" (International Whistlers Convention (USA), 21 juli 2008 uitgereikt in Tokio)
- 2009: Officier in de Kroonorde, uitgereikt door het Ministerie van de Vlaamse Gemeenschap (6 juli 2009)
- 2009: Eerste ereburger van Boom, naar aanleiding van het 700-jarig bestaan van deze gemeente (2 oktober 2009)

## Grootste hits

### Internationaal
- Ich hab Ehrfurcht vor Schneeweißen Haaren (muziek, +3 miljoen ex.)
- Je me suis souvent demandé (muziek)
- Ich steh an der Bar und habe kein Geld (+400.000 ex., cover)
- Ich weine in mein bier (+120.000 ex. Duitsland en Oostenrijk)
- Ein Hauschen auf der Heide (cover)
- Kili Watch (cover)

### Vlaanderen en Nederland
- Ik heb eerbied voor jouw grijze haren (tekst en muziek)
- 'k Zie zo gere m'n duivenkot (muziek)
- De lichtjes van de Schelde (muziek)
- Café zonder bier (cover)
- Hutje op de heide (cover)
- In de schaduw van de mijn (tekst en muziek)
- Als het vriest in Madagaskar (tekst en muziek)

### Hitnoteringen
| Single met hitnotering(en) in de Vlaamse Ultratop 50 | Datum van verschijnen | Datum van binnenkomst | Hoogste positie | Aantal weken | Opmerkingen |
| ---------------------------------------------------- | --------------------- | --------------------- | --------------- | ------------ | ----------- |
| Davy Crockett                                        | 1956                  | 01-08-1956            | 18              | 8            |             |
| Jef en Roza                                          | 1956                  | 01-10-1956            | 7               | 16           |             |
| Rosse Marie                                          | 1957                  | 01-02-1957            | 2               | 24           |             |
| Marianne                                             | 1957                  | 01-05-1957            | 2               | 24           |             |
| Oh-la-la                                             | 1957                  | 01-06-1957            | 13              | 12           |             |
| Ik sta op wacht                                      | 1957                  | 01-08-1957            | 1(3wk)          | 40           |             |
| Théo (Bananenboer)                                   | 1957                  | 01-10-1957            | 15              | 8            |             |
| De lachende vagebond                                 | 1958                  | 01-02-1958            | 8               | 16           |             |
| Kom binnen duivinne                                  | 1958                  | 01-09-1958            | 10              | 16           |             |
| Café zonder bier                                     | 1959                  | 01-04-1959            | 3               | 40           |             |
| Boerenbruiloft                                       | 1959                  | 01-09-1959            | 15              | 12           |             |
| Een hutje op de heide                                | 1960                  | 01-01-1960            | 1(1wk)          | 40           |             |
| Ik ben boos op de maan                               | 1960                  | 01-04-1960            | 14              | 16           |             |
| Vivan de soldatentijd                                | 1960                  | 01-09-1960            | 14              | 12           |             |
| Grijze haren                                         | 1960                  | 01-12-1960            | 10              | 12           |             |
| Violetta                                             | 1962                  | 01-01-1962            | 7               | 20           |             |
| Weer een café!                                       | 1963                  | 01-11-1963            | 7               | 8            |             |

| Album met hitnotering(en) in de Vlaamse Ultratop 200 albums | Datum van verschijnen | Datum van binnenkomst | Hoogste positie | Aantal weken | Opmerkingen |
| ----------------------------------------------------------- | --------------------- | --------------------- | --------------- | ------------ | ----------- |
| Bobbejaan                                                   | 2008                  | 24-05-2008            | 10              | 11           |             |
| The world of Bobbejaan - songbook                           | 2010                  | 29-05-2010            | 22              | 11           |             |
| Duivels in de hel - home and field recordings               | 2016                  | 04-06-2016            | 16              | 13*          |             |

## Filmografie
- 'Ah! 't Is zo fijn in België te leven' (Speelfilm 1950, België)
- 'Televisite' (televisieserie 1955, België)
- The Eurovision Song Contest (1957)
- 'At the Drop of a Head' ('De Ordonnans' / 'Café zonder bier') (Speelfilm 1962, België)
- 'O sole mio' (muzikale film 1960, Duitsland)
- 'Davon träumen alle Mädchen' (muzikale film 1961, Duitsland)
- 'Bobbejaanland', filmproductie ZDF-Duitsland — Regie: Vladimir Sis, 1967, Studio Barrandov Praag (Televisiefilm 1967).
- 'Der Goldene Schuß' — TV Episode (als Bobbejaan) (Musical, 1969)
- 'Uit met Bobbejaan' (BRT 1969)
- '30 jaar Bobbejaan' (BRT 1978)
- Merlina - De Merlinapo's (BRT 1986)
- 'Bobbejaan 70' (BRTN 1995)

## Artiestennaam
- België en Nederland: Bobbejaan Schoepen en Bobbejaan
- Duitsland en Oostenrijk: Bobby Jaan, Bobbejaan
- Denemarken, IJsland, Engeland: Bobby Jaan
- Frankrijk: Bobby Jaan, Bobby Jann, Bobbi-Jean
- Verenigde Staten: Bobby John